# アンデルソン・ビタウ・ダ・シウバ
デデ (Dedé) こと、アンデルソン・ビタウ・ダ・シウバ（Anderson Vital da Silva, 1988年7月1日 - ）は、ブラジル・リオデジャネイロ州ヴォルタ・レドンダ出身の元サッカー選手。元ブラジル代表。現役時代のポジションはディフェンダー。

## 経歴
2005年からブラジルのヴォルタ・レドンダFCのユースチームに所属し、2008年にトップチームに昇格した。2009年、CRヴァスコ・ダ・ガマに移籍した。
クラブや代表などの活躍でACミランやリヴァプールFC等の欧州の強豪クラブが興味を示したが、2013年4月に国内のクルゼイロECに移籍した。

## 代表歴
ブラジル代表として、2011年9月14日、アルゼンチン戦でデビューを果たした。2013年10月15日のザンビアとの親善試合で代表初得点を挙げた。

## タイトル

### クラブ
CRヴァスコ・ダ・ガマ
- カンピオナート・ブラジレイロ・セリエB : 2009
- コパ・ド・ブラジル : 2011

クルゼイロEC
- カンピオナート・ブラジレイロ・セリエA : 2013, 2014
- カンピオナート・ミネイロ : 2014, 2018, 2019
- コパ・ド・ブラジル : 2017, 2018

### 代表
ブラジル代表
- スーペルクラシコ・デ・ラス・アメリカス : 2011